# Oriole des Bahamas
Icterus northropi
Espèce
Statut de conservation UICN

 EN  : En danger
L'Oriole des Bahamas (Icterus northropi) est une espèce de la famille des Icteridae.

## Systématique
Le nom scientifique complet (avec auteur) de ce taxon est Icterus northropi Allen, 1890.
Ce taxon porte en français le nom vernaculaire ou normalisé suivant : Oriole des Bahamas.